# Безумный мир, господа!
«Безумный мир, господа!» (англ. A Mad World, My Masters) — комедия английского драматурга Томаса Мидлтона, впервые опубликованная в 1608 году и поставленная на сцене труппой мальчиков Школы святого Павла незадолго до этого.
Комедия относится к раннему периоду творчества Мидлтона. В ней две сюжетных линии, с промотавшимся светским львом Глупли, который женится на содержанке своего дяди, приняв её за наследницу большого состояния, и с Кайусом Грешеном, который с помощью той же женщины обманывает одного ревнивца.